# Beppu

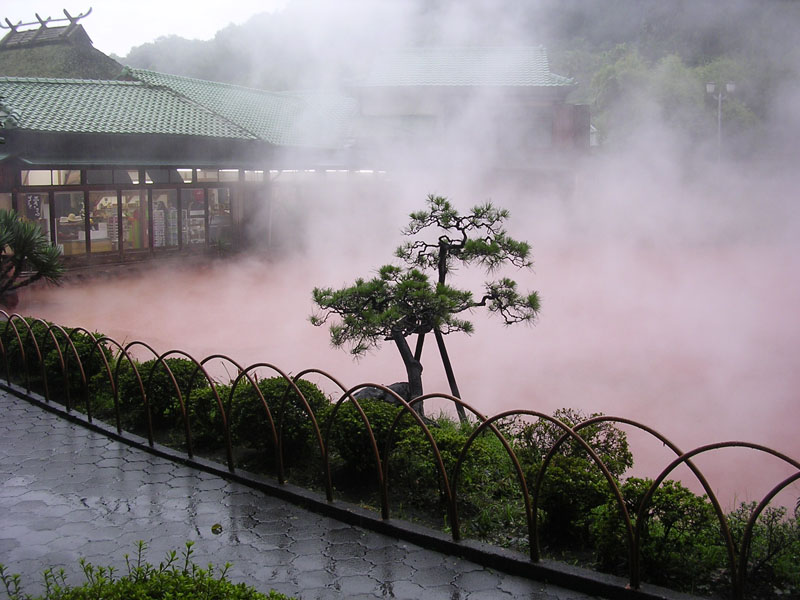
Kuuroord in Beppu

Beppu (別府市, Beppu-shi) is een stad (shi) in de Japanse prefectuur  Oita op het eiland  Kyushu. Op 1 maart 2017 woonden er 120.594 inwoners in de 125,15km² grote stad, goed voor een bevolkingsdichtheid van 1020 inwoners per km². De stad werd gesticht op 1 april 1924.
In de stad ligt het grootste kuuroord van Japan. Vanwege de vele fumarolen en modderpoelen, bevinden er zich 2849 warme bronnen. Dit hydrothermale stelsel levert dagelijks minstens 136 miljoen liter heet water. De thermale bronnen worden in Beppu jigoku genoemd - een boeddhistisch woord voor 'brandende hel'. 
In de 'Bloedvijver' jigoka bevindt zich rode modder dat zich vermengt met kokend water. Oceaan Jigoku heeft blauw water. De bronnen liggen rond twee breuken, Kannawa in het noorden en Asamigawa in het zuiden. Ze nemen hun warmte op uit begraven lavakoepels met een ouderdom van 100.000 jaar, die ooit heftiger vormen van vulkanisme teweegbrachten in de streek. Het vele warme water, dat met temperaturen van 40 - 100°C bovenkomt, wordt aangewend voor huishoudelijke en industriële doeleinden, in viskwekerijen en voor de opwekking van geothermische energie.